# Großvenediger
De Großvenediger ([ˈɡʀoːsveˌneːdɪɡɐ]ⓘ), bijgenaamd „die weltalte Majestät“, is de hoogste bergtop van de Venedigergroep in de Hoge Tauern en de op vier na hoogste berg van Oostenrijk, indien vele neventoppen van andere hoge bergtoppen niet worden meegerekend. Hij ligt op de grens van Oost-Tirol met de deelstaat Salzburg. De berg is sterk vergletsjerd.
De naam Großvenediger werd voor het eerst vermeld in 1797. Over de herkomst ervan bestaat geen eenduidigheid. Zo zou de naam afgeleid zijn van het feit dat Italiaanse handelaren vanuit het zuidelijker gelegen Venetië over het gebergte trokken. Ook wordt vaak gezegd dat de berg zo genoemd is, omdat men boven op de top Venetië kan zien liggen, dat 200 kilometer verderop ligt.
In 1828 mislukte een poging van 17 mannen, waaronder Johan van Oostenrijk, om de berg te beklimmen. Pas veertig jaar na de eerste beklimming van de Großglockner slaagde men erin de top te bereiken. Een expeditie met onder andere Josef Schwab, Anton von Ruthner en Ignaz von Kürsinger bereikte de top op 3 september 1841. Startpunt van deze beklimming was Neukirchen am Großvenediger. De weg voerde door het Obersulzbachtal over de Stierlahnerwand. Van de veertig mannen die aan de expeditie deelnamen, bereikten uiteindelijk 26 de top; de overigen bleven achter als gevolg van vermoeidheid.